# Progressione del record mondiale degli 800 metri piani maschili

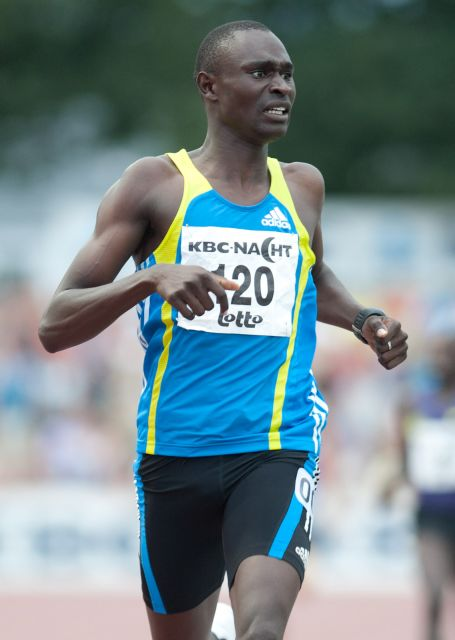
David Rudisha, detentore del record mondiale della specialità

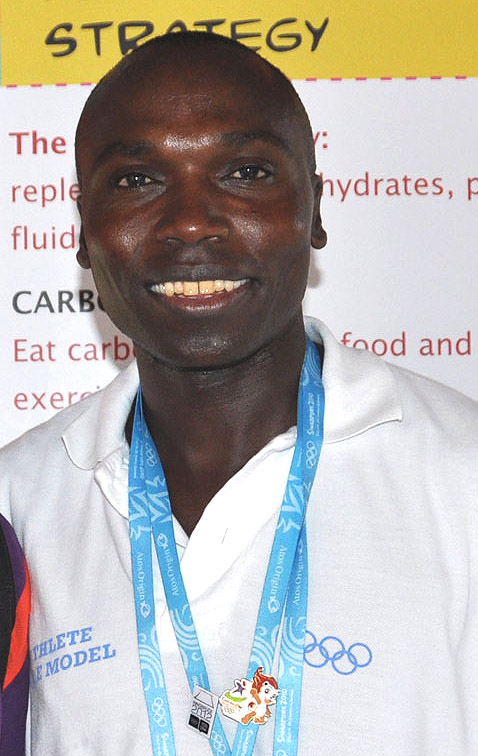
Wilson Kipketer, detentore del record mondiale indoor della specialità

La voce seguente illustra la progressione del record mondiale degli 800 metri piani maschili di atletica leggera.
Il primo record mondiale maschile venne riconosciuto dalla federazione internazionale di atletica leggera nel 1912, mentre il primo record mondiale indoor risale al 1983. Ad oggi, la World Athletics ha ratificato ufficialmente 24 record mondiali assoluti e 4 record mondiali indoor di specialità.

## Progressione

### Record assoluti
| Tempo            | Atleta              | Nazione       | Luogo                       | Data            | Note  |
| ---------------- | ------------------- | ------------- | --------------------------- | --------------- | ----- |
| 1'51"9 m         | Ted Meredith        | Stati Uniti   | Stoccolma, Svezia           | 8 luglio 1912   | +     |
| 1'51"6 m         | Otto Peltzer        | Germania      | Londra, Regno Unito         | 3 luglio 1926   | y     |
| 1'50"6 m         | Séra Martin         | Francia       | Colombes, Francia           | 4 luglio 1928   |       |
| 1'49"8 m         | Tommy Hampson       | Regno Unito   | Los Angeles, Stati Uniti    | 2 agosto 1932   | [ 3 ] |
| 1'49"8 m         | Ben Eastman         | Stati Uniti   | Princeton, Stati Uniti      | 16 giugno 1934  | y     |
| 1'49"7 m         | Glenn Cunningham    | Stati Uniti   | Stoccolma, Svezia           | 20 agosto 1936  |       |
| 1'49"6 m         | Elroy Robinson      | Stati Uniti   | New York, Stati Uniti       | 11 luglio 1937  | y     |
| 1'48"4 m         | Sydney Wooderson    | Regno Unito   | Londra, Regno Unito         | 20 agosto 1938  | +     |
| 1'46"6 m         | Rudolf Harbig       | Germania      | Milano, Italia              | 15 luglio 1939  |       |
| 1'45"7 m         | Roger Moens         | Belgio        | Oslo, Norvegia              | 3 agosto 1955   |       |
| 1'44"3 m         | Peter Snell         | Nuova Zelanda | Christchurch, Nuova Zelanda | 3 febbraio 1962 | +     |
| 1'44"3 m         | Ralph Doubell       | Australia     | Città del Messico, Messico  | 15 ottobre 1968 | [ 4 ] |
| 1'44"3 m         | Dave Wottle         | Stati Uniti   | Eugene, Stati Uniti         | 1º luglio 1972  |       |
| 1'43"7 m         | Marcello Fiasconaro | Italia        | Milano, Italia              | 27 giugno 1973  |       |
| 1'43"5 m         | Alberto Juantorena  | Cuba          | Montréal, Canada            | 25 luglio 1976  | [ 5 ] |
| 1'43"4 m         | Alberto Juantorena  | Cuba          | Sofia, Bulgaria             | 21 agosto 1977  | [ 6 ] |
| 1'42"4 m 1'42"33 | Sebastian Coe       | Regno Unito   | Oslo, Norvegia              | 5 luglio 1979   | [ 7 ] |
| 1'41"73          | Sebastian Coe       | Regno Unito   | Firenze, Italia             | 10 giugno 1981  |       |
| 1'41"73          | Wilson Kipketer     | Danimarca     | Stoccolma, Svezia           | 7 luglio 1997   |       |
| 1'41"24          | Wilson Kipketer     | Danimarca     | Zurigo, Svizzera            | 13 agosto 1997  |       |
| 1'41"11          | Wilson Kipketer     | Danimarca     | Colonia, Germania           | 24 agosto 1997  |       |
| 1'41"09          | David Rudisha       | Kenya         | Berlino, Germania           | 22 agosto 2010  |       |
| 1'41"01          | David Rudisha       | Kenya         | Rieti, Italia               | 29 agosto 2010  |       |
| 1'40"91          | David Rudisha       | Kenya         | Londra, Regno Unito         | 9 agosto 2012   |       |

### Record indoor
| Tempo   | Atleta          | Nazione     | Luogo                | Data          | Note |
| ------- | --------------- | ----------- | -------------------- | ------------- | ---- |
| 1'44"91 | Sebastian Coe   | Regno Unito | Cosford, Regno Unito | 12 marzo 1983 |      |
| 1'44"84 | Paul Ereng      | Kenya       | Budapest, Ungheria   | 4 marzo 1989  |      |
| 1'43"96 | Wilson Kipketer | Danimarca   | Parigi, Francia      | 7 marzo 1997  |      |
| 1'42"67 | Wilson Kipketer | Danimarca   | Parigi, Francia      | 9 marzo 1997  |      |